# ليا سوندرز
ليا سوندرز (بالإنجليزية: Leah Saunders)‏ هي مجدفة أسترالية، ولدت في 7 فبراير 1993.

## وصلات خارجية
- ليا سوندرز على موقع الاتحاد الدولي للتجديف (الإنجليزية)